# Le Boulvé
Le Boulvé is een plaats en voormalige gemeente in het Franse departement Lot in de regio Occitanie en telt 204 inwoners (2005). De plaats maakt deel uit van het arrondissement Cahors.

## Geschiedenis
Le Boulvé is op 1 januari 2019 gefuseerd met de gemeenten Fargues, Saint-Matré en Saux tot de gemeente Porte-du-Quercy. 

## Geografie
De oppervlakte van Le Boulvé bedraagt 18,6 km², de bevolkingsdichtheid is 11,0 inwoners per km².
De onderstaande kaart toont de ligging van Le Boulvé met de belangrijkste infrastructuur en aangrenzende gemeenten.

## Demografie
Onderstaande figuur toont het verloop van het inwonertal.